# Bulbophyllum urceolatum
Bulbophyllum urceolatum är en orkidéart som beskrevs av Alex Drum Hawkes. Bulbophyllum urceolatum ingår i släktet Bulbophyllum och familjen orkidéer. Inga underarter finns listade i Catalogue of Life.